# Hinchada del Club Atlético Platense
La hinchada del Club Atlético Platense, conocida popularmente como La Banda más fiel es un conjunto de simpatizantes acérrimos del club. El término proviene de un estudio realizado por la Universidad Torcuato Di Tella que se basó en la venta de entradas de los equipos de fútbol en la Primera División de la Argentina  y comprobó que es la hinchada que más acompaña a su equipo ante la adversidad.
Los hinchas en sí se apodan Calamares, lo que se debe a un artículo escrito en 1908 por el periodista Palacio Zino, y desde el año 2005 celebran su Día Internacional del Hincha de Platense cada 9 de octubre, día elegido por ser la fecha de nacimiento de Nicolás Landoni, hincha Calamar fallecido a los 22 años de edad en la tragedia de Cromañon.

## Origen del nombre de la hinchada
En 2002 los economistas Claus Bittner, José Saracut y Ernesto Schargrodsky de la Universidad Torcuato di Tella publicaron un informe en el que compararon las recaudaciones de 1565 partidos de los equipos de fútbol en la Primera División entre los años 1995 y 2000. En cuestión de fidelidad, la hinchada de Platense resultó ser la que más se potenció en «las malas», con un aumento de la asistencia promedio del 9%.
Otros siete clubes que también demostraron un aumento porcentual de la presencia de su hinchada frente a la adversidad fueron Talleres de Córdoba, Banfield, Instituto de Córdoba, Chacarita Juniors, Colón de Santa Fe, Belgrano de Córdoba y Deportivo Español.
Entre las demás, las ocho que más menguaron ante la derrota resultaron ser las de Huracán de Corrientes (21%), San Lorenzo (12%), Rosario Central (11,7%), Vélez Sarfield (10%), Boca Juniors (9,2%), Argentinos Juniors (9,2%), River (7,8%) y Racing (7,7%). Cabe mencionar que los tres economistas que llevaron a cabo esta investigación son hinchas del club Boca Juniors.

## Origen del apodo del hincha
En 1908 el periodista uruguayo Antonio Palacio Zino, al tomar en cuenta la tez morena de algunos de los jugadores del club y que el equipo jugaba sus mejores partidos en canchas embarradas, cuya condición era bastante común en el terreno que utilizaba de local ya que se encontraba cercano al río, escribió: “¿Van a jugar contra Platense? ¿En medio de la lluvia y el barro? Entonces, ¡ya sabemos quién ganará! ¡Los de Platense, en el barro, son como los calamares en su tinta!”.
Por lo tanto, el apodo de «Calamar» surgió con los primeros futbolistas de Platense, pero pronto se utilizaría para referirse al club y a todo lo relativo al mismo, incluido el hincha.

## Día Internacional del Hincha de Platense
Nicolás Landoni nació el 9 de octubre de 1982. Desde chico tuvo que trasladarse en silla de ruedas ya que padecía una atrofia espinal congénita, lo que no le impidió seguir al club a varias partes del país junto a su padre Carlos. Junto con unos amigos armó el programa radial Llegó Platense, que se transmitió por las FM 88.7 y AM 750 de Vicente López, y escribió el libro Según pasan los años, sobre los primeros 100 años de historia de Platense. Estudió la carrera de periodista deportivo en DEPORTEA para hacer honor a su club y se recibió el 20 de diciembre de 2004.
Falleció diez días después de la graduación durante el incendio sucedido en Cromagnón en el recital de la banda argentina de rock Callejeros, al que asistió usando una remera de Platense y un collar con el escudo. Sus padres lo encontraron «intacto», la causa de la muerte fue por inhalación de sustancias tóxicas emanadas de material combustible.
Como había sido su expreso deseo, su cuerpo fue cremado y sus cenizas fueron esparcidas en el campo de juego del Estadio Ciudad de Vicente López. Sus amigos del programa de radio consiguieron que un sector de la Goyeneche —tribuna popular local del estadio— llevara su nombre. Finalmente, por iniciativa de su amigo y profesor Alejandro Fabbri, cada año los Calamares celebran el Día Internacional del Hincha de Platense en la fecha de su nacimiento.